# Jerónimo Arenal

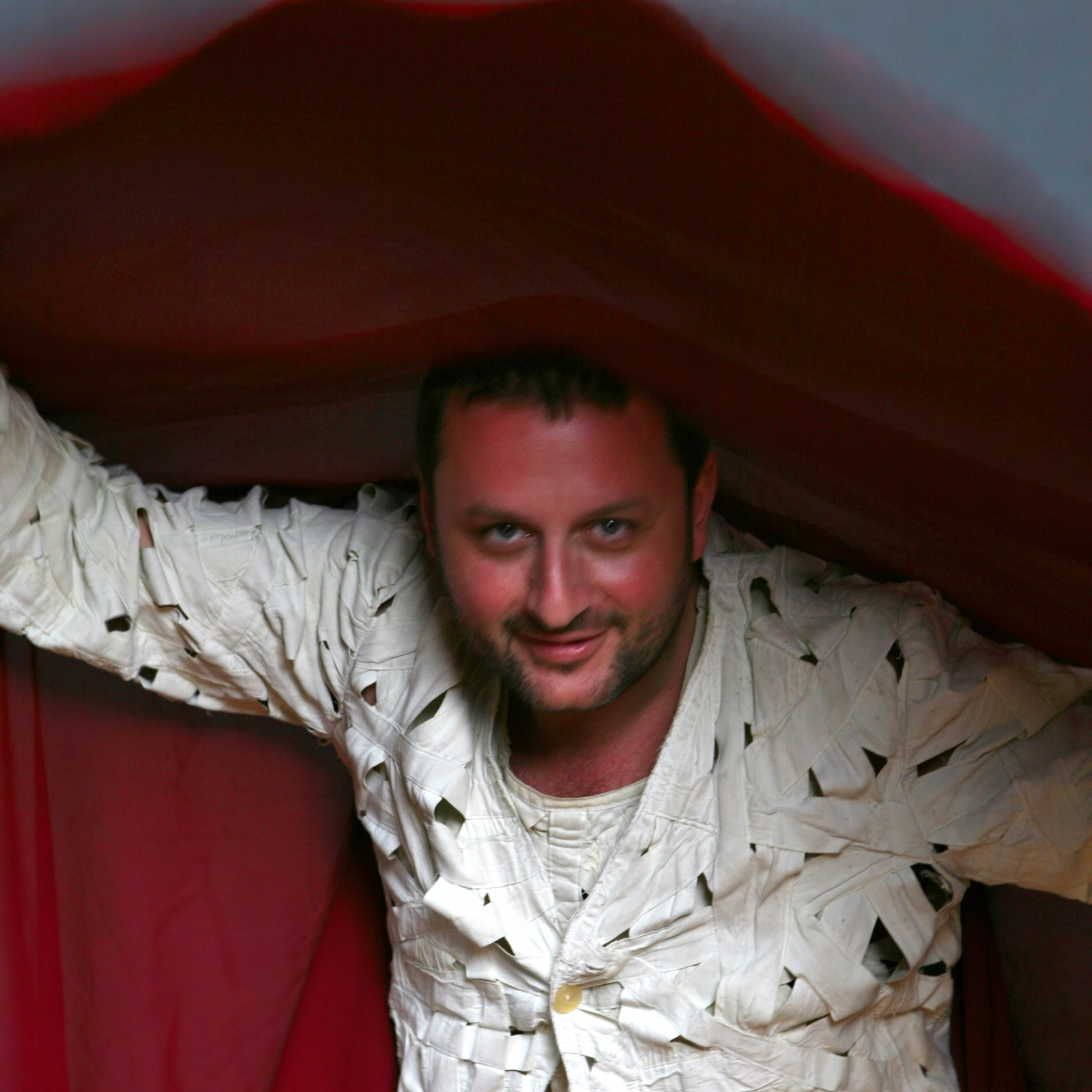
Jerónimo Arenal

Jerónimo Arenal (Lima, Perú, 1968) es un actor y director español. Santander es la ciudad donde se inició su acercamiento al teatro en la Universidad de Cantabria (TEUC) y posteriormente en La Machina Teatro desde 1990-1995, participando en cinco espectáculos. 
En 1995 participa en el espectáculo Fortunata y Jacinta de B. P. Galdós. Producción del Festival Internacional de Santander, dirigida por Juan Carlos Pérez de la Fuente.
Actualmente actúa y dirige en Sevilla donde reside desde 1995, principalmente como integrante del equipo estable de Atalaya Teatro, dirigido por Ricardo Iniesta, que obtuvo en 2008 el Premio Nacional de Teatro. Ha tomado parte de la mayoría de los montajes de los últimos treinta años, destacando las encarnaciones de los protagonistas de Ricardo III de Shakespeare, por la que obtendría varios premios de ámbito nacional en 2010 / 2011, de Marat/Sade estrenada en el Teatre Lliure de Barcelona en 2015. En 2016 estrena Materiales de la memoria, espectáculo-demostración junto a Manuel Asensio. En 2024 participa en el espectáculo Esperando a Godot. 
Con la Compañía Ferroviaria lleva a cabo en 2008 el monólogo L´home Perla, basado en el relato Mi Cristina de Merçé Rodoreda, dirigido por Paco Maciá. 
Dirige ¡Mozart!...y la flauta mágica, espectáculo musical para cuarteto de cuerda y actores en 2011 para la Orquesta Barroca de Sevilla, Premio Nacional de Música en 2011.  
Maestro invitado en el XVIII International Masterclass de Comedia del Arte en Scuola Sperimentale dell'Attore L'Arlechino Errante, Pordenone, Italia. 2014. 
En 2020 forma parte del montanje Fly de Tizziano Giglio con la compañía Hermes teatro. 
Participa en 2021 en el montaje El arquitecto del Cielo, junto con la agrupación vocal Ars Poliphonica. Una producción del Festival Internacional de Santander. 
En 2022 dirige la obra El Hueco de Alberto Iglesias, con el grupo Abrevadero teatro. 
En 2023 participa en la película-documental El abrazo del tiempo (Atalaya 40 años).
Ha impartido talleres de interpretación en diversas ciudades españolas y  latinoamericanas y forma parte del equipo pedagógico del Laboratorio del Centro Internacional de Investigación Teatral TNT.
Distinciones
2011 - Premio del Público al Mejor Actor del Festival de Teatro Ciudad de Palencia por Ricardo III.
Premio Escenario de Sevilla
2010 - Mejor Actor por Ricardo III.
2024- Mejor adaptación teatral. Grupo de actores y directores de Esperando a Godot.
Premios Lorca del teatro andaluz
2013 - Nominado mejor Actor de reparto por Celestina, la tragicomedia. 
2014 - Nominado Mejor Intérprete por Madre Coraje.
2017 - Nominado mejor Intérprete por Marat-Sade.
2024-  Nominado mejor intérprete por Ricardo III.
También ha participado en diversos proyectos europeos,basados en la red de docencia y teatro social de la comunidad europea:
- Programa Oapee Grundtvig. ¨Finding a voice¨(junio de 2013) y ¨Learning by puppets" (junio de 2014).
- Caravan Project. Caravan Next: ¨Hazlo posible¨(20- 23 de abril de 2017) y Río sin fronteras (12-18 de octubre de 2017).
- Mundo Magallanes, con motivo del quinto centenario de la circunnavegación de Magallanes en 2020. Teatro comunitario.
Cursos para Centros de Profesores
Como docente ha participado en la formación de maestros de Educación Primaria en los CEPs de Ciudad Rodrigo y Santander.